# تذكرة طاهر نصر آبادي
تذكرة طاهر نصر آبادي (الفارسية: تذکرهٔ طاهر نصرآبادی) هي مجموعة فارسية من القرن السابع عشر تضم سيرة ذاتية مختصرة لنحو 1000 شاعر من إيران الصفوية. ألفها الشاعر والمؤرخ الأدبي ميرزا محمد طاهر نصر آبادي عام 1680 إهداءً إلى الشاه الصفوي سليمان الأول (حكم. 1666–1694).
وقد قسم الكتاب العالم الأدبي الفارسي إلى ثلاث مناطق: إيران، وطوران، والهند . ومع ذلك، كان التركيز بشكل رئيس على إيران الصفوية.